# David Dodd
Pour les articles homonymes, voir Dodd.
David Dodd (23 août 1895 – 18 septembre 1988), économiste américain du XXe siècle est considéré comme l'un des théoriciens les plus brillants de l'investissement en Bourse.

## Biographie
Fils d'un proviseur de lycée de Virginie-Occidentale, il enseigne à l'université Columbia pendant 23 ans:  l'économie de 1922 à 1925, la finance de 1925 de 1930, puis la vie des affaires et l'économie de 1926 à 1945.
Il est l'auteur de Security Analysis, publié en 1934 avec Benjamin Graham, livre qui a été considéré comme la bible de l'investissement par les tenants de la recherche des sociétés correctement valorisées ou sous-évaluées en Bourse